# (32442) 2000 RS100
2000 RS100 (asteroide 32442) é um asteroide da cintura principal. Possui uma excentricidade de 0.11435970 e uma inclinação de 15.98936º.
Este asteroide foi descoberto no dia 5 de setembro de 2000 por LONEOS em Anderson Mesa.